# Bonnetina rudloffi
Bonnetina rudloffi là một loài nhện trong họ Theraphosidae.
Loài này thuộc chi Bonnetina. Bonnetina rudloffi được Vol miêu tả năm 2001.